# Place Saint-Sauveur
Pour les articles homonymes, voir Saint-Sauveur.
La place Saint-Sauveur est l'un des plus anciens espaces publics du centre-ville ancien de Caen. Épargnée dans sa quasi-totalité par les bombardements de 1944, elle offre aujourd'hui un bel exemple de l'urbanisme de l'époque classique. C'était, jusqu'à l'ouverture de l'esplanade Léopold Sédar Senghor en 2013, la plus grande place de la ville de Caen.

## Histoire

### Origines
Depuis le Moyen Âge, la place Saint-Sauveur est un des principaux espaces publics de Caen. Le seul accès à la vieille ville pour la population de Bourg-l'Abbé ou pour les personnes venant de l'ouest (Bessin, Cotentin, Avranchin ou Bretagne) se fait par l'étroit pont-levis de la porte Saint-Martin reliée à la place Saint-Sauveur par la rue Pémagnie, peu large et tortueuse ; la place se finit en effet à l'ouest sur un cul-de-sac appelé le Coignet aux Brebis, secteur isolé au pied des remparts et peu recommandable qui sert notamment de cimetière pour les huguenots qui doivent être inhumés nuitamment dans des lieux secrets à la suite de la révocation de l'édit de Nantes en 1685. La place, alors nommée place du Pilori ou du Vieux-Marché jusqu'en 1776, est bordée de maisons en bois bâties sur des porches formant des passages couverts.
Comme le démontrent les différentes dénominations de la place, cet espace public remplit plusieurs fonctions, outre celle de transit. S'y tient un des plus anciens marchés de la ville ; au début du XIIe siècle, la place est couramment dénommée « marché de Caen ». La proximité de l'université de Caen entre la rue de la Chaîne (rue Pasteur) et la rue Saint-Sauveur en fait le lieu de prédilection pour les étudiants qui y logent et qui viennent s'y détendre après les cours. Elle est également utilisée pour des missions nettement moins heureuses : on y installe en effet l'échafaud et le pilori. Les prisonniers sont sortis de la prison de la rue de Geôle, parcourent la rue Saint-Pierre, se recueillent place Belle-Croix (place Malherbe actuelle), puis remontent la rue aux Fromages, surnommée rue Monte-à-Regret, pour finir leurs jours place du Pilori. On y expose également les cadavres des suicidés, pendus au gibet par les pieds.
Au XIIIe siècle, la place fait l'objet d'importants travaux. L'espace est aplani et un sol constitué de petits galets en silex et en calcaire soigneusement enfoncés dans le limon est installé, lui donnant un aspect de mosaïque. Malgré cela, la place est victime de l'envasement et de nouvelles chaussées, ainsi que des passages surélevés pour les piétons doivent être installés. Des fouilles archéologiques ont permis d'étudier au moins cinq aménagements de la place entre le XIIIe siècle et le XVe siècle.
À l'est, devant l'église du Saint-Sauveur, un cimetière se développe à la fin du XVe siècle et au début du XVIe siècle. Il est réutilisé aux XVIe et XVIIe siècles, mais pour enterrer des enfants. Au milieu du cimetière, séparé du reste de la place par un mur, est probablement érigé un calvaire,. Un autre calvaire est établi à l'extérieur du cimetière, probablement aux abords de la voirie reliant la rue aux Fromages au sud et la rue Pémagnie au nord.

### La grande opération d'urbanisme de l'époque classique

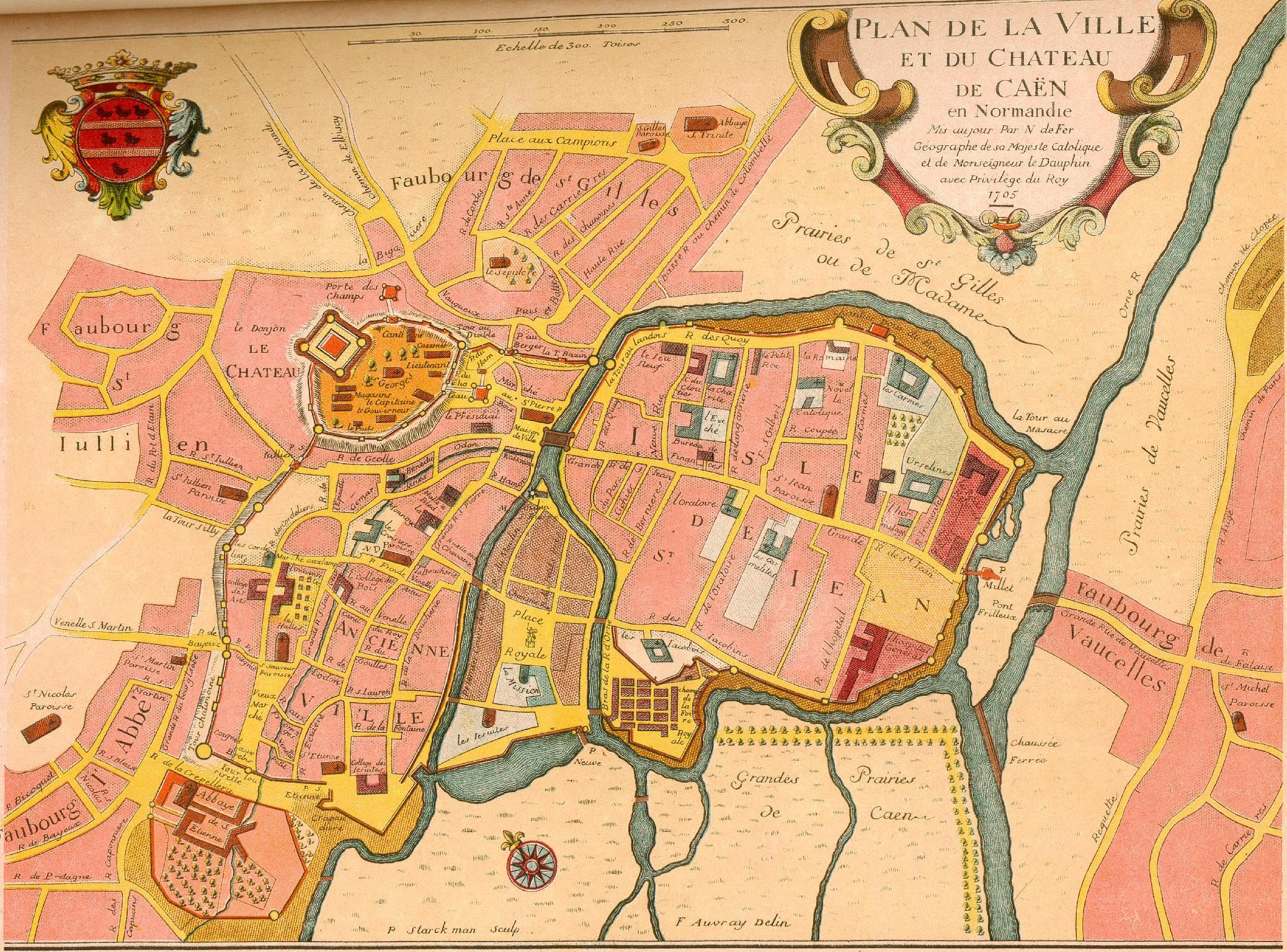
Plan de Caën en 1705

À partir de la fin du XVIIe siècle et du début du XVIIIe siècle, la foire de Caen connut un développement assez important et la population passa de 25 000 à 32 000 habitants. La ville atteint son pic de population ; selon Jean-Aimar Piganiol de La Force, la ville compterait environ 50 000 habitants en 1754. La vieille ville se densifie encore un peu plus, on rajoute un étage, le plus souvent le quatrième, aux maisons existantes. Les problèmes de circulation se font de plus en plus difficiles à gérer. Au XVIIIe siècle, Caen est encore une ville à la physionomie héritée du Moyen Âge. Excepté le quartier de la Place Royale (actuellement place de la République) aménagé au XVIIe siècle sur une ancienne prairie entre Noë et Grand Odon, les Petits Prés, le reste de la cité est composé de rues étroites et de ruelles sinueuses, scindées par de nombreux cours d'eau (Noë, Petit et Grand Odon). La paroisse Saint-Sauveur ne fait pas exception à ce tableau. En 1688, la rue Pémagnie est en partie redressée et élargie. Dix ans plus tard, on déplace le petit cimetière qui se situe devant et autour de l'église, mais des maisons envahissent rapidement l'espace laissé libre rue de la chaîne et rue Saint-Sauveur.
Mais au XVIIIe siècle, la ville de Caen s'inscrit dans le grand mouvement de renouveau urbanistique à l'œuvre en France. En 1735, une ordonnance des échevins de Caen ordonne le réaménagement de la place Saint-Sauveur ; on fait donc détruire les anciennes bâtisses médiévales pour permettre aux plus fortunés de construire de beaux hôtels particuliers sur un nouvel alignement. L'un de ces premiers est l'hôtel Fouet (no 20 actuel), construit vers 1740. Le mouvement est accéléré par la vente en 1745 des deux maisons appartenant à l'abbaye d'Ardenne, à l'emplacement desquelles est construit l'hôtel Canteil de Condé,. Derrière une apparence identique, on peut distinguer des différences : les clés des baies sont parfois simplement épannelées ou au contraire ornées d'une agrafe rocaille et tous les immeubles ne sont pas dotés de portes-cochères. Afin de respecter l'alignement, on n'hésite pas à élever une façade classique sur l'église du Vieux Saint-Sauveur en avant de l'ancien portail du XVe siècle. Ce bel ensemble, caractéristique de l'urbanisme de l'époque classique, est rehaussé par l'installation dans les années 1960 d'une statue de Louis XIV.
Entre 1752 et 1775, le baron de Fontette, intendant de la Généralité de Caen, vient compléter ce réaménagement. Il fait raser une partie des fortifications vers le Coignet aux Brebis, combler les fossés et percer une rue rectiligne depuis la place des Petites Boucheries à travers les jardins de l'abbaye aux Hommes (dont les bâtiments conventuels sont d'ailleurs en cours de reconstruction depuis 1704) ; au bout de cette nouvelle voie, la rue Saint-Benoît (actuelle rue Guillaume-le-Conquérant) et dans la continuité de la place Saint-Sauveur, on aménage une place octogonale, nommée place Fontette à partir de 1763. Un nouveau palais de justice, avec une façade gréco-romaine, est élevé à partir de 1781 ; les travaux, interrompus par la Révolution, reprennent en 1809 et on achève alors l'aile sur la place Saint-Sauveur. Jouxtant l'ancienne place du Pilori, la création du dispositif place Fontette–rue Saint-Benoît et le prolongement-élargissement de la rue Écuyère ont permis de délester la vieille place d'une très grande partie du trafic qui l'encombrait et d'améliorer ainsi sensiblement la circulation à Caen.

### DuXIXeauXXesiècle
Le 6 août 1876, la statue de Léonce Élie de Beaumont est inaugurée au centre de la place. La statue est financée par une souscription de la Société linnéenne de Normandie. La statue en bronze représentant Élie de Beaumont, réalisée par Louis Rochet, repose sur un piédestal en granit de Vire.
Quelques bâtiments sont construits à la Belle Époque.  En 1887, la façade du no 11 (angle avec la rue aux Fromages) est reconstruite. Vers 1894, le manoir d'Olivier de Brunville, bâti au XVIIe siècle, est rasé pour permettre l'élargissement de la rue Pémagnie. À son emplacement, la maison Charbonnier est construit en 1896 par Auguste Nicolas, en retrait par rapport à la place. L'espace laissé vide entre cet hôtel particulier et la place Saint-Sauveur est comblé en 1912 par une nouvelle maison construit par l'architecte Postel. Une halle métallique est construite dans les jardins d'un hôtel particulier construit en retrait (sur les bords du Petit Odon) au no 21.
Le réseau des tramways électriques de Caen est inauguré le 29 novembre 1901. La ligne no 1, reliant les deux gares de Caen, passe par l'est de la place. Le 2 septembre 1906, un tramway dévale l'avenue de Courseulles et la rue Pémagnie à grande vitesse, avant de dérailler dans la courbe de la place Saint-Sauveur. Le réseau est fermé le 23 janvier 1937.
En février 1942, sous le régime de Vichy, la statue d'Élie de Beaumont est déboulonnée et fondue dans le cadre de la mobilisation des métaux non ferreux. La place a été peu touchée par les bombardements lors de la bataille de Caen en 1944. Les bâtiments encadrant l'entrée de la rue aux Fromages, notamment l'hôtel de Cairon au no 9, ont toutefois été entièrement détruits.
Le 25 janvier 1953, une statue en pierre de François de Malherbe est installée sur le piédestal du monument à Élie de Beaumont, sur lequel la plaque a été conservée,,. Le 12 novembre 1961, le monument est retiré afin d'installer la statue de Louis XIV réalisée par Louis Petitot en 1828 pour l'ancienne place Royale.

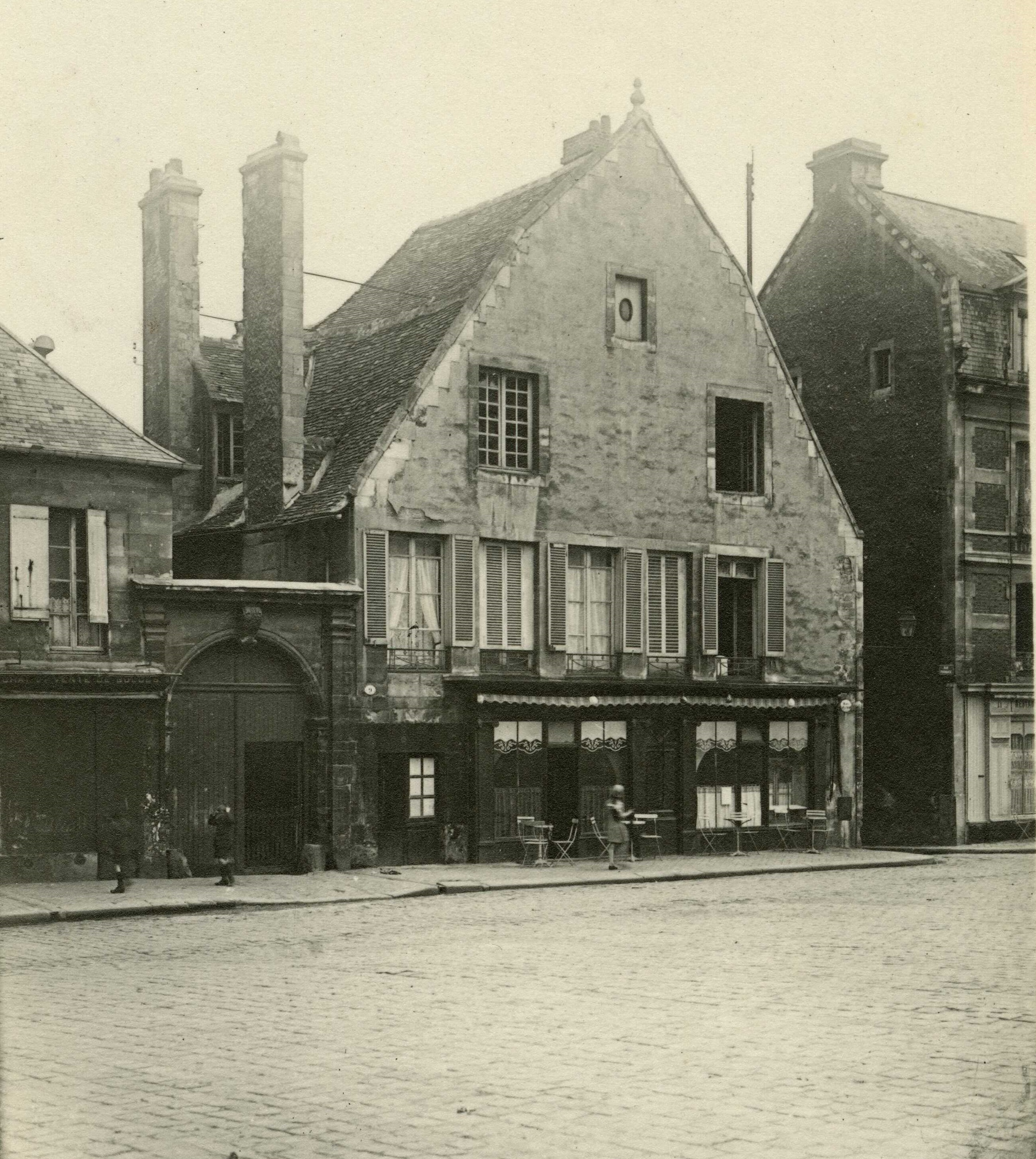
Ancien hôtel de Cairon, détruit en 1944.
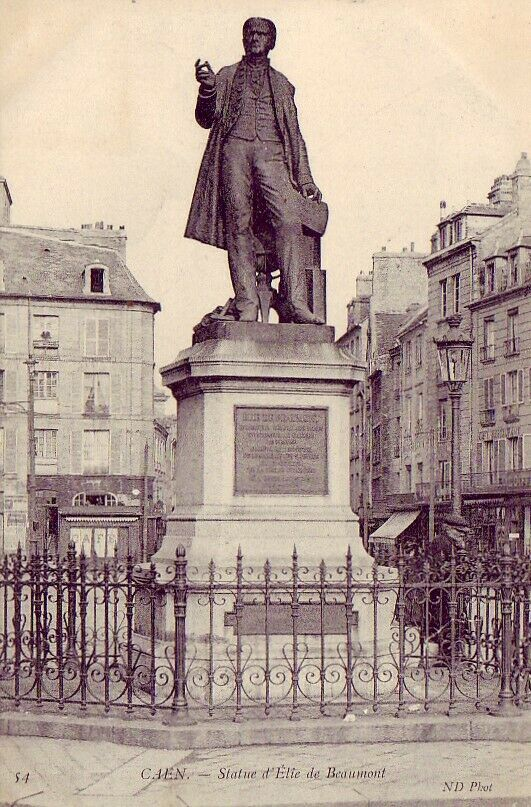
Statue d'Élie de Beaumont, fondue en 1942.

### XXIesiècle

#### Travaux de piétonisation
Au milieu du XXe siècle, la place est transformée en parking de 170 places pour 7 000 m2. À la fin des années 2000, des études sont réalisées pour rendre la place piétonne.
Avant le commencement des travaux, des fouilles archéologiques ont été réalisées par l'Institut national de recherches archéologiques préventives. Sous le parvis de l'église, un cimetière d'enfants d'une quinzaine de tombes datant des XVIe et XVIIe siècles a ainsi pu être fouillé,.
Après 18 mois de travaux, la place réaménagée est inaugurée le 24 novembre 2012. La place a été entièrement repavée et un emmarchement est créé au nord de la place. La place ne dispose plus que de 15 places de stationnement à emplacement temporaire. La statue de Louis XIV est restaurée et replacée le 14 juin 2013 quelques mètres à l'ouest de son emplacement d'origine. Le 28 juin 2013, La caravanne, œuvre de Joep van Lieshout constituée de cinq statues en aluminium, est inaugurée.

## Monuments historiques
Sont énumérés dans cette liste les Monuments historiques présent sur la place Saint-Sauveur.
| Monument                                                          | Adresse                | Coordonnées                        | Notice         | Protection | Date                      | Illustration                                                     |
| ----------------------------------------------------------------- | ---------------------- | ---------------------------------- | -------------- | ---------- | ------------------------- | ---------------------------------------------------------------- |
| Ancienne église Saint-Sauveur, dite église du Vieux Saint-Sauveur | Place Saint-Sauveur    | 49° 11′ 00″ nord, 0° 22′ 04″ ouest | « PA00111140 » | Classé     | 29 juin 1951              | Ancienne église Saint-Sauveur,dite église du Vieux Saint-Sauveur |
| Hôtel Canteil de Condé                                            | 19 place Saint-Sauveur | 49° 10′ 57″ nord, 0° 22′ 08″ ouest | « PA00111143 » | Inscrit    | 23 janvier 1928           | Hôtel Canteil de Condé                                           |
| Hôtel Fouet                                                       | 20 place Saint-Sauveur | 49° 10′ 59″ nord, 0° 22′ 09″ ouest | « PA00111156 » | Inscrit    | 21 juin 1927              | Hôtel Fouet                                                      |
| Hôtel Marescot de Prémare                                         | 10 place Saint-Sauveur | 49° 11′ 00″ nord, 0° 22′ 07″ ouest | « PA00111186 » | Inscrit    | 25 juin 1929 7 avril 1975 | Hôtel Marescot de Prémare                                        |
| Palais de justice                                                 | Place Fontette         | 49° 10′ 57″ nord, 0° 22′ 14″ ouest | « PA00111190 » | Inscrit    | 16 avril 1975             | Palais de justice                                                |
| Statue de Louis XIV                                               | Place Saint-Sauveur    | 49° 10′ 58″ nord, 0° 22′ 08″ ouest | « PA14000066 » | Inscrit    | 18 août 2006              | Statue de Louis XIV                                              |

À proximité
- Place Fontette : nos 1, 2, 3 et 4
- Rue Pémagnie : hôtel du Grand-Cerf, Maison Charbonnier

## Activités et manifestations
À partir du 31 mars 2016, à la suite des manifestations de ce jour en opposition à la loi El Khomri, la place Saint-Sauveur devient un lieu de rendez-vous de manifestations baptisées Nuit debout.